# منتخب تشيلي لهوكي الحقل للسيدات
منتخب تشيلي لهوكي الحقل للسيدات (بالإسبانية: Selección femenina de hockey sobre césped de Chile)‏ هو ممثل تشيلي الرسمي في المنافسات الدولية في هوكي الحقل للسيدات
.